# Medvedje Brdo
Medvedje Brdo je naselje v Občini Logatec.